# Vanda longitepala
Vanda longitepala är en orkidéart som beskrevs av D.L.Roberts, L.M.Gardiner och Motes. Vanda longitepala ingår i släktet Vanda och familjen orkidéer.
Artens utbredningsområde är Burma. Inga underarter finns listade i Catalogue of Life.